# SK Nordkalotten
SK Nordkalotten – duński klub szachowy z siedzibą w Værløse.

## Historia
Klub został założony w 1979 roku z inicjatywy Kjelda Bransnera i Poul Schmidta i początkowo miał siedzibę w Blistrup, a później w Græsted. Przez pierwsze 20 lat występował przeważnie na czwartym szczeblu rozgrywkowym. W 2000 roku pierwszy zespół awansował na trzeci poziom rozgrywek, a w 2004 roku uzyskał awans do drugiej ligi. Rok później Nordkalotten zadebiutował w Skakligaen. W sezonie 2015/2016 zespół zajął trzecie miejsce w mistrzostwach kraju. Rok później uzyskano tytuł wicemistrzowski, ulegając jedynie Philidorowi Kopenhaga. Czołowymi zawodnikami zespołu byli wówczas Jonny Hector, Stellan Brynell i Christian Jepson. W sezonie 2022/2023 szachiści klubu uzyskali trzecie miejsce w lidze. Rok później powtórzono ten wynik.